# William Pogue
William Reid Pogue (Okemah, 23 de janeiro de 1930 — Cocoa Beach, 3 de março de 2014) foi um astronauta norte-americano.

## Biografia
Pogue lutou na Guerra da Coreia como piloto de caça-bombardeiro durante 1952 e 1953, tornando-se membro do famoso esquadrão de elite Thunderbirds da Força Aérea dos Estados Unidos após o conflito. Antes de seu ingresso no programa espacial, graduou-se como piloto em mais de cinquenta tipos de aviões de fabricação inglesa e americana, tornando-se instrutor civil de voo nestas naves, ao mesmo tempo em que lecionava como professor-assistente de matemática na Academia da Força Aérea no estado do Colorado.
Pogue foi um dos dezenove astronautas selecionados pela NASA em 1966 e após treinamento fez parte da equipe de apoio em terra das missões Apollo 7, 11 e 14. Sua viagem ao espaço se deu como piloto do Skylab 4, a terceira e última missão tripulada à estação orbital Skylab , em 16 de novembro de 1973, em companhia dos astronautas Gerald Carr e Edward Gibson, para uma estadia de 84 dias em órbita da terra, até 8 de fevereiro de 1974.
Durante esta missão, a tripulação do Skylab realizou 56 experiências diversas, 26 demonstrações científicas, observações detalhadas das fontes de recursos terrestres e completaram um total de treze horas em EVA (atividade extraveicular), fora da estação orbital, durante as 1214 voltas que deram em torno do planeta.
Em 1975, se aposentou da Força Aérea com a patente de coronel e passou a trabalhar no Centro Espacial Lyndon Johnson, em Houston, Texas. Fez consultorias privadas em ciência aeroespacial e produziu vídeos sobre voos espaciais, sendo o autor do livro How Do You Go to the Bathroom in Space?, de 1991.
Pogue nunca se afastou totalmente da NASA, sendo presença constante no Centro Espacial John F. Kennedy, na Flórida, onde participava de almoços e palestras informais com centenas de turistas e aficionados pelas histórias das missões espaciais e de sua própria experiência no espaço.
Morreu durante a noite de 3 de março de 2014 na sua casa na Flórida de causas naturais, com a idade de 84 anos.